# Atsushi Fujita (giocatore di football americano)
Atsushi Fujita (藤田篤?, Fujita Atsushi; 25 novembre 1985) è un giocatore di football americano giapponese che gioca come defensive back per i Fujitsu Frontiers.